# Povilla
Povilla (лат.) — род подёнок из семейства Polymitarcyidae. Встречаются в Афротропике и Юго-Восточной Азии.

## Описание
Имаго самца: тело 7,0—12,9 мм; передние крылья 9,9—13,7 мм; задние крылья 4,2—6,4 мм. Длина самки: тело 9,6—19,7 мм; передние крылья 15,5—21,5 мм; задние крылья 6,0—8,0 мм. Глаза самца разделены на мезоне головы на расстояние, равное примерно 3 ширинам срединного оцеллия; глаза самки разделены на мезоне головы на расстояние, равное примерно 4 ширинам срединного оцеллия. Переднегрудь короткая и кольцевидная, более чем в 2 раза шире длины. Крылья: максимальная ширина передних крыльев около 1/2 максимальной длины передних крыльев; жилка Rs передних крыльев раздвоена примерно на 1/10 расстояния от основания жилки до края; Жилка MA передних крыльев раздвоена на 1/50-1/10 расстояния от основания жилки до края, развилка симметричная; жилка IMP передних крыльев соединена с жилкой MP1, жилка MP2 короче жилки IMP; две кубитальные вставочные жилки в передних крыльях; поперечные жилки многочисленные. Ноги: коготь передних ног самца подушечкообразный дистально; средняя и задняя ноги самца и все ноги самки атрофированы. Для номинативного подрода характерны: жилка MA передних крыльев имаго раздвоена на 0,04-0,1 расстояния от основания жилки до края; жилка CuA передних крыльев имаго не сильно изогнута (у Languidipes сильно изогнута); у нимфы брюшная жабра 1 двураздельная или трёхраздельная, а наружный край их мандибул зубчатый (у Languidipes он цельный).

## Систематика
Род был впервые описан в 1912 году испанским энтомологом Лонгиносом Навасом (Longinos Navás; 1858—1938). В 1984 году американский энтомолог Michael David Hubbard (1946—2012), описал несколько новых видов, включая таксон Languidipes в ранге подрода (позднее он получил статус отдельного рода).
- Povilla adusta Navás, 1912
- Povilla andamanensis Hubbard, 1984
- Povilla cambodjensis Ulmer, 1920
- Povilla heardi Hubbard, 1984
- Povilla junki Hubbard, 1984
- Povilla taprobanes Hubbard, 1984
- Povilla ulmeri Hubbard, 1984